# Belondira caudatum
Belondira caudatum är en rundmaskart. Belondira caudatum ingår i släktet Belondira och familjen Belondiridae. Inga underarter finns listade i Catalogue of Life.